# Coren (Cantal)
Coren település Franciaországban, Cantal megyében. Lakosainak száma 445 fő (2022. január 1.). Coren Andelat, Mentières, Rézentières, Saint-Flour, Saint-Georges, Talizat és Vieillespesse községekkel határos.

## Népesség
A település népességének változása:
| Lakosok száma | 262  | 401  | 419  | 433  | 413  | 419  | 434  | 442  | 444  | 445  |
|               | 1968 | 1982 | 1990 | 2006 | 2013 | 2015 | 2017 | 2019 | 2020 | 2022 |